# Ischaemum pushpangadanii
Ischaemum pushpangadanii är en gräsart som beskrevs av Ravi, N.Mohanan och Kiran Raj. Ischaemum pushpangadanii ingår i släktet Ischaemum och familjen gräs. Inga underarter finns listade i Catalogue of Life.